# Opatovický kanál
Opatovický kanál původně nazývaný „Velká strúha“ je významné středověké vodní dílo v Pardubickém kraji v České republice. Zpočátku bylo budováno jako napájecí strouha pro rybníky Bohdanečský a Čeperka. Dobu zahájení výstavby neznáme. Za vlády pánů z Pernštejna bylo upraveno a podstatně prodlouženo v letech 1498 až 1521. Stavitelem kanálu byl pernštejnský fišmistr Kunát Dobřenský z Dobřenic, učitel dnes známějšího rybníkáře Štěpánka Netolického.
Rozvoj rybniční soustavy na Pardubicku je spojen se jménem Viléma z Pernštejna, který v roce 1490 získal zdejší panství. Měl i dostatek peněz, aby se mohl pustit do velkorysých rybničních projektů. Podmínkou ke stavbě nových rybníků bylo zajištění dostatečného a regulovatelného přívodu vody. Proto přikročil k realizaci projektu, v jehož rámci byla poblíž obce Opatovice část vody svedena do umělého koryta. V roce 1498 byla část stavby již v provozu. Umělý kanál však protékal územím, které patřilo klášteru a Pernštejn formálně vlastnil jen dočasnou zástavu. V roce 1498 král Vladislav vyhověl žádosti pardubického velmože, vyňal přívodní kanál i labský jez z dočasné zástavy a převedl je Vilémovi. Vyjasnění těchto majetkových poměrů umožnilo pernštejnským projektantům prostor ke stavbě složitějšího díla, který měl zajistit dostatek vody i v západněji položených oblastech panství. Přípravné práce trvaly mnoho let a dovršila je stavba nového mohutného jezu v roce 1513. Tento rok je považován za mezník, kdy kanál získal základní podobu, dochovanou dodnes. Zásoboval vodou asi 2/3 rybníků na celém panství. Vzhledem k propustným štěrkopískovým náplavům se muselo koryto téměř v celé délce těsnit jílem. U Dolan kanál překonává terénní depresi v délce asi 1 kilometr po vrcholu uměle vybudovaného náspu. V jiných místech se kříží s níže položenými vodotečemi, což projektanti řešili pomocí akvaduktů. Jako hlavní regulátor přívodu vody sloužilo již v 16. století Ždánické stavidlo umístěné v Opatovicích. Další velké stavidlo se nalézalo v Bohdanči.
Kanál je kulturní památkou, jeho správcem je Povodí Labe. Je to vodní kanál-přivaděč, který využívá vodu z Labe. 
Původní vyústění kanálu do Labe se nacházelo u Přelouče. Při výstavbě nového jezu v Opatovicích v letech 1783 až 1787 došlo k přeložení vtoku kanálu a k prodloužení jeho toku od mlýna Výrov v Břehách do dnešního zaústění. Současně byl vybudován odlehčovací odpad do Černského a Živanického potoka v Bohdanči. Z původního toku se zachovalo silně zarostlé a zazemněné koryto s několika jezírky.
V éře socialistického Československa sloužil převážně jako zdroj pro zavlažování rozsáhlých zemědělských pozemků.
Z důvodů zarůstání vodními rostlinami je kanál jednou za několik let vypuštěn a chemicky ošetřen.

## Průběh toku
Opatovický kanál začíná u Opatovic nad Labem a do Labe se zpět vlévá u obce Semín. Vytváří tak přeponu pardubického oblouku Labe. Kanál dosahoval délky 34,42 km, dnes je jeho současná délka 32,69 km a spád 18,5 m. Šíře koryta se pohybuje mezi 15 m (na počátku kanálu) a 2,5 m (u ústí do Labe), hloubka se pohybuje mezi 1 až 2 m. Průtočná kapacita odpovídá 1 až 3 m³/s. Plocha povodí cca 50 km².
Byly vybudovány i dva akvadukty. Menší se nachází u obce Neratov, kde kříží potok Bukovka. Větší u obce Semín (tzv. Semínský akvadukt, kde křižuje Sopřečský potok, někdy zvaný též Mulda).
V úseku Opatovice – Ždánice ochranné pásmo vodárenských zdrojů, po Přelovice ochranné pásmo léčivých zdrojů Lázní Bohdaneč.

## Využití
I na začátku 21. století zásobuje vodou zbylé rybníky (Buňkov, Pohránovský rybník, Bohdanečský rybník, Předního a Zadního Zábranského, za pomoci odbočného Sopřečského kanálu též Černý Nadýmač a Sopřečský rybník, aj.).
Bylo zde postaveno 32 mlýnů, nyní v provozu jen Lázně Bohdaneč. S ubýváním funkce rybniční posiluje role energetická, MVE byly instalovány v mlýnech Staré Ždánice, Lázně Bohdaneč, Břehy-Výrov, probíhá v Semíně. Ještě v polovině 20. století byly provozovány dva mlýny v Opatovicích, mlýn ve Starých Ždánicích, dva mlýny v Bohdanči, mlýn Výrov a mlýn Semín.
K zavlažování cca 3000 ha přilehlých polností bylo v roce 1967 vybudováno pět čerpacích stanic (Opatovice, Staré Ždánice, Neratov, Břehy, Kladruby) o výkonu 130 až 180 litrů/s každá. Nyní většinou mimo provoz.
Sportovní využití: pro vodní turistiku (obtížnost ZWB, průjezd obcemi ztěžují lávky, pod Semínem je kanál značně úzký a zarostlý), rybaření (mimopstruhová voda).

## Mlýny
- Morávkův mlýn – Opatovice nad Labem, kulturní památka

## Galerie

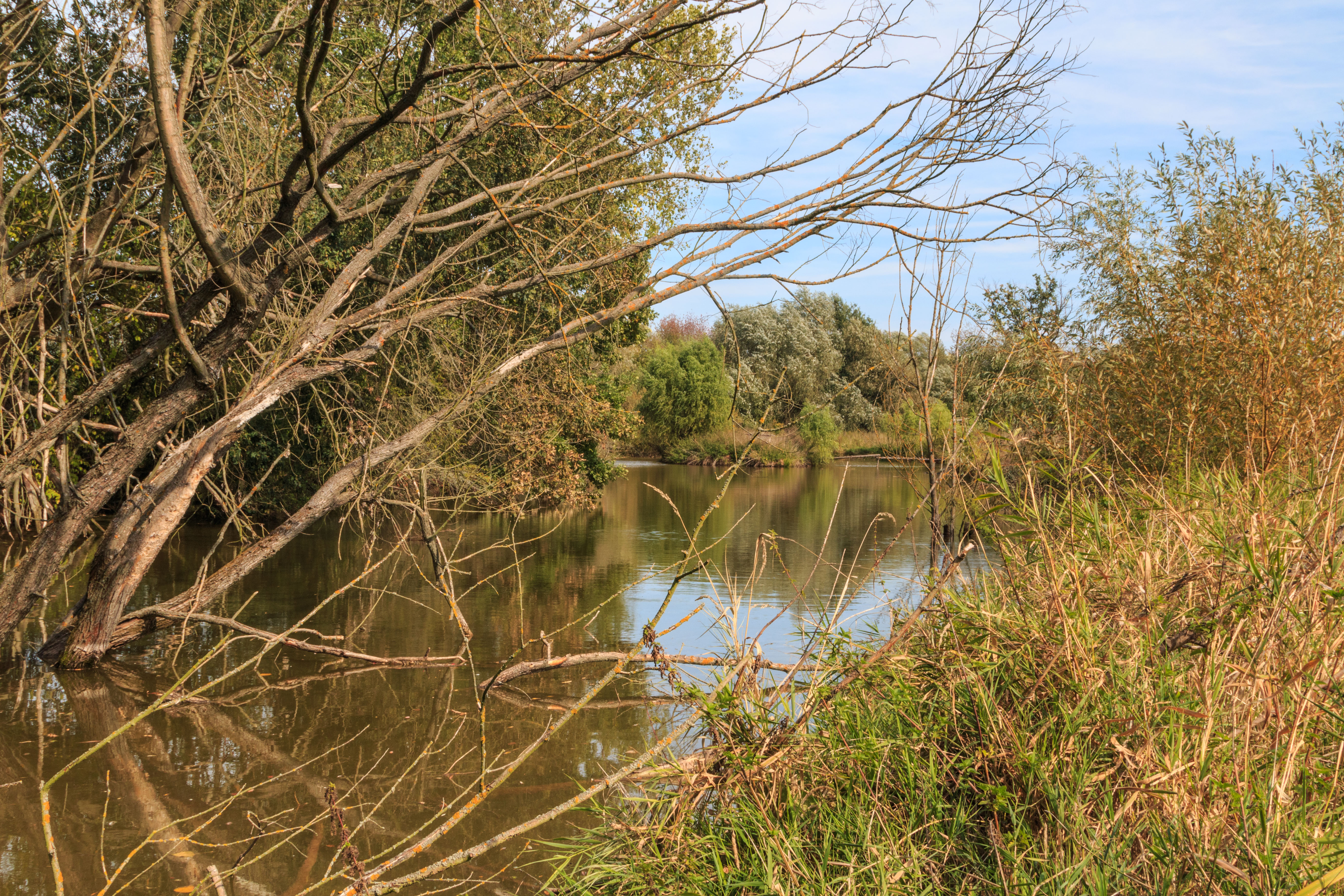
Původní tok Opatovického kanálu u Semína
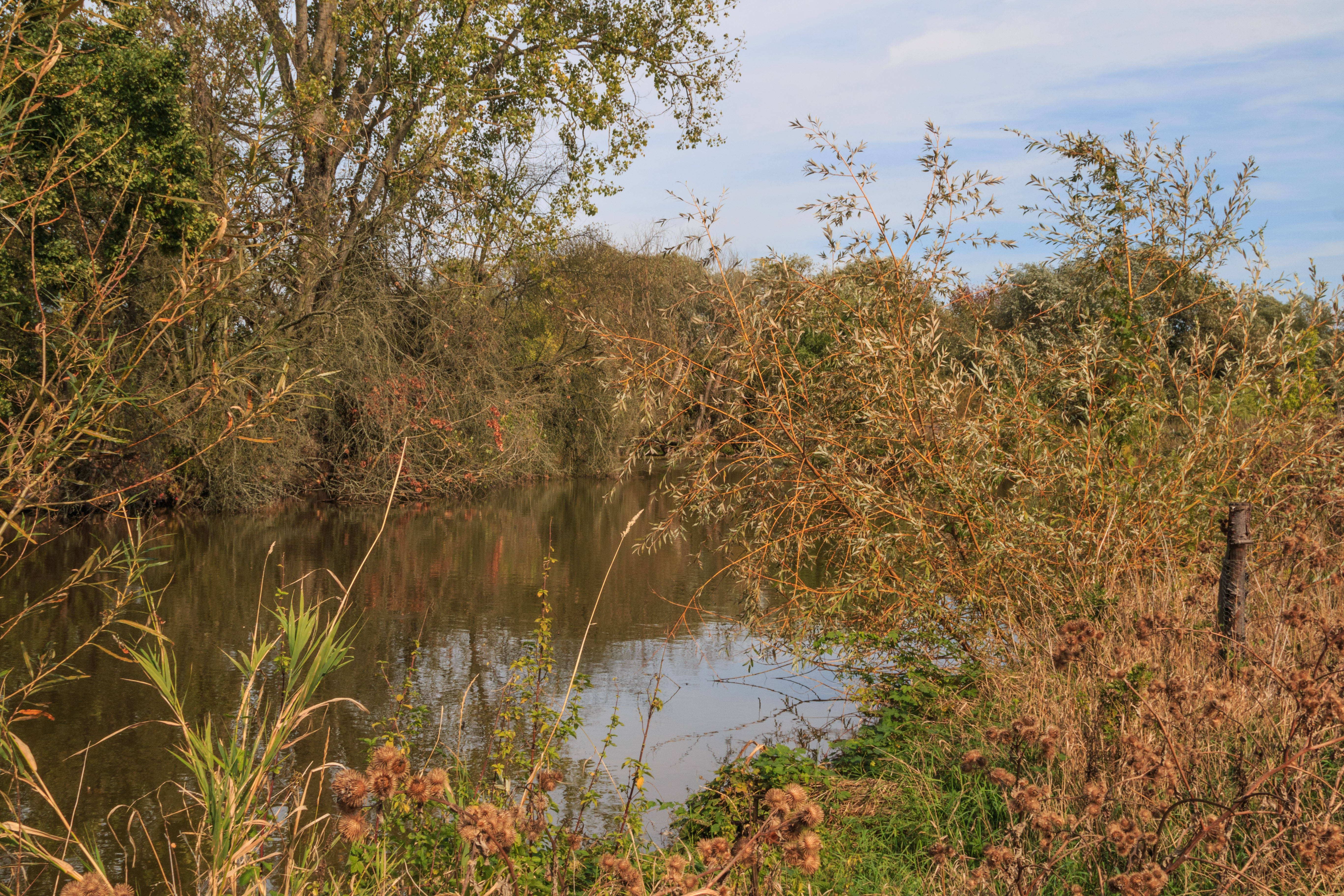
Původní tok Opatovického kanálu u Semína
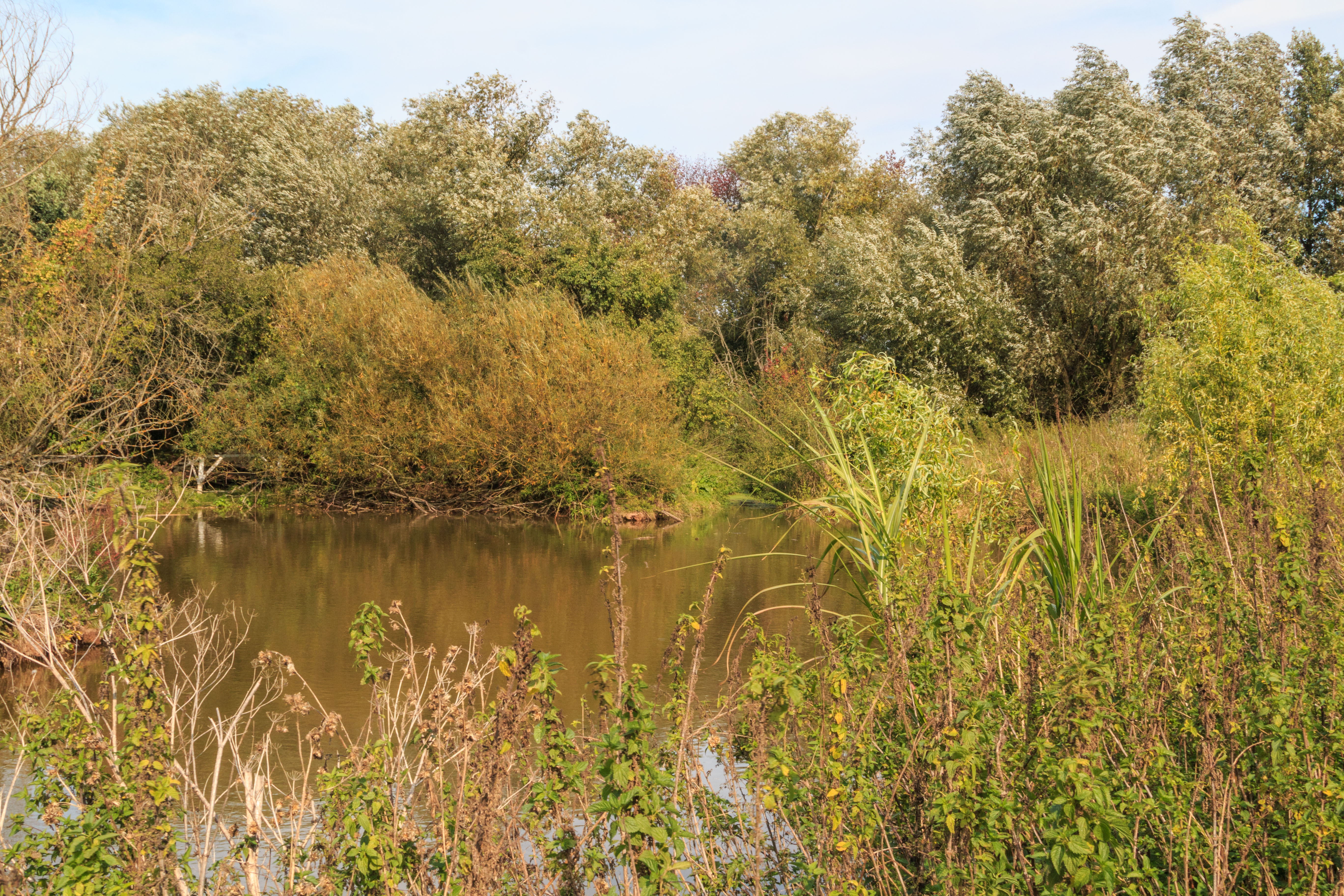
Původní tok Opatovického kanálu u Semína
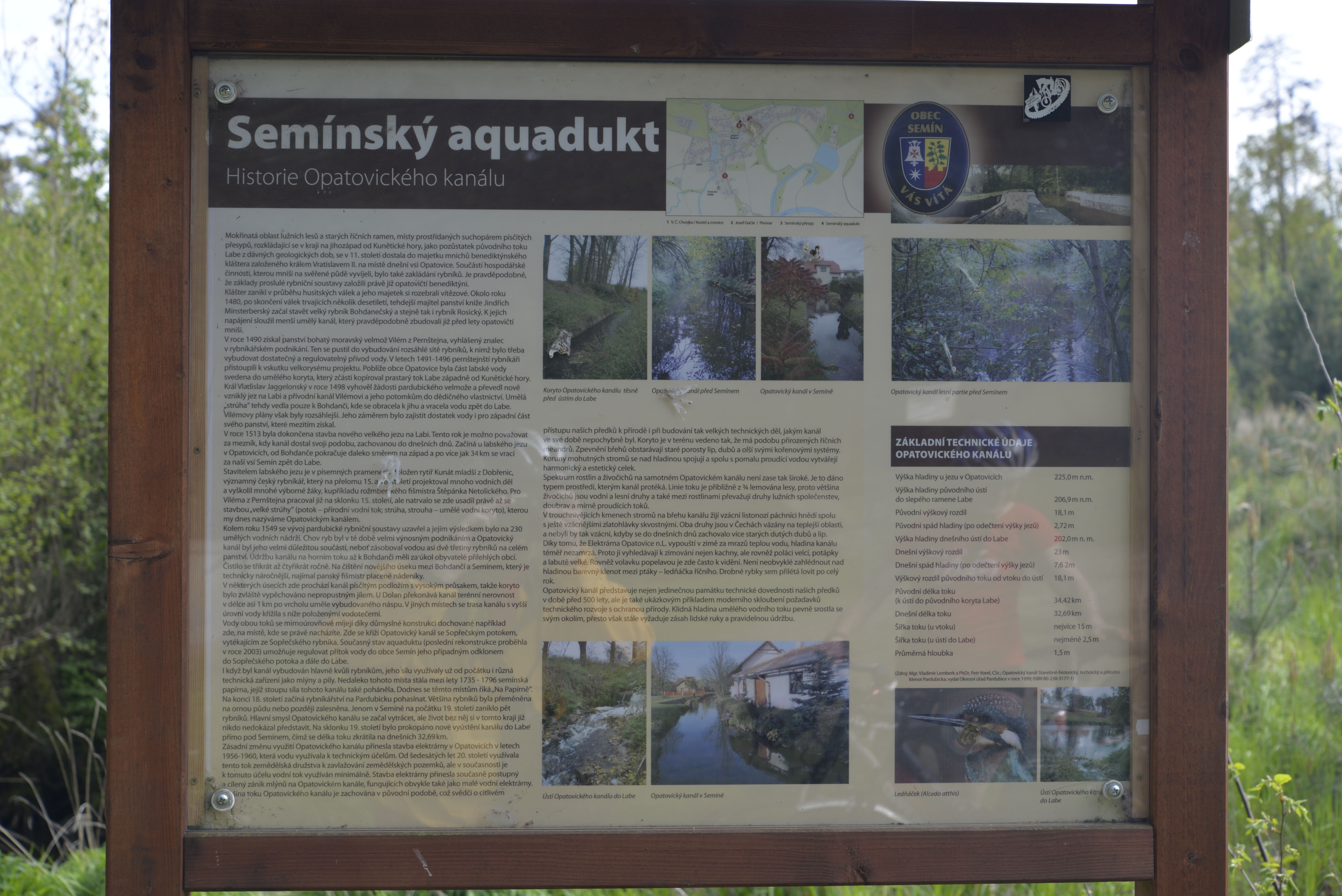
infotabule se zmínkou o zkrácení toku kanálu
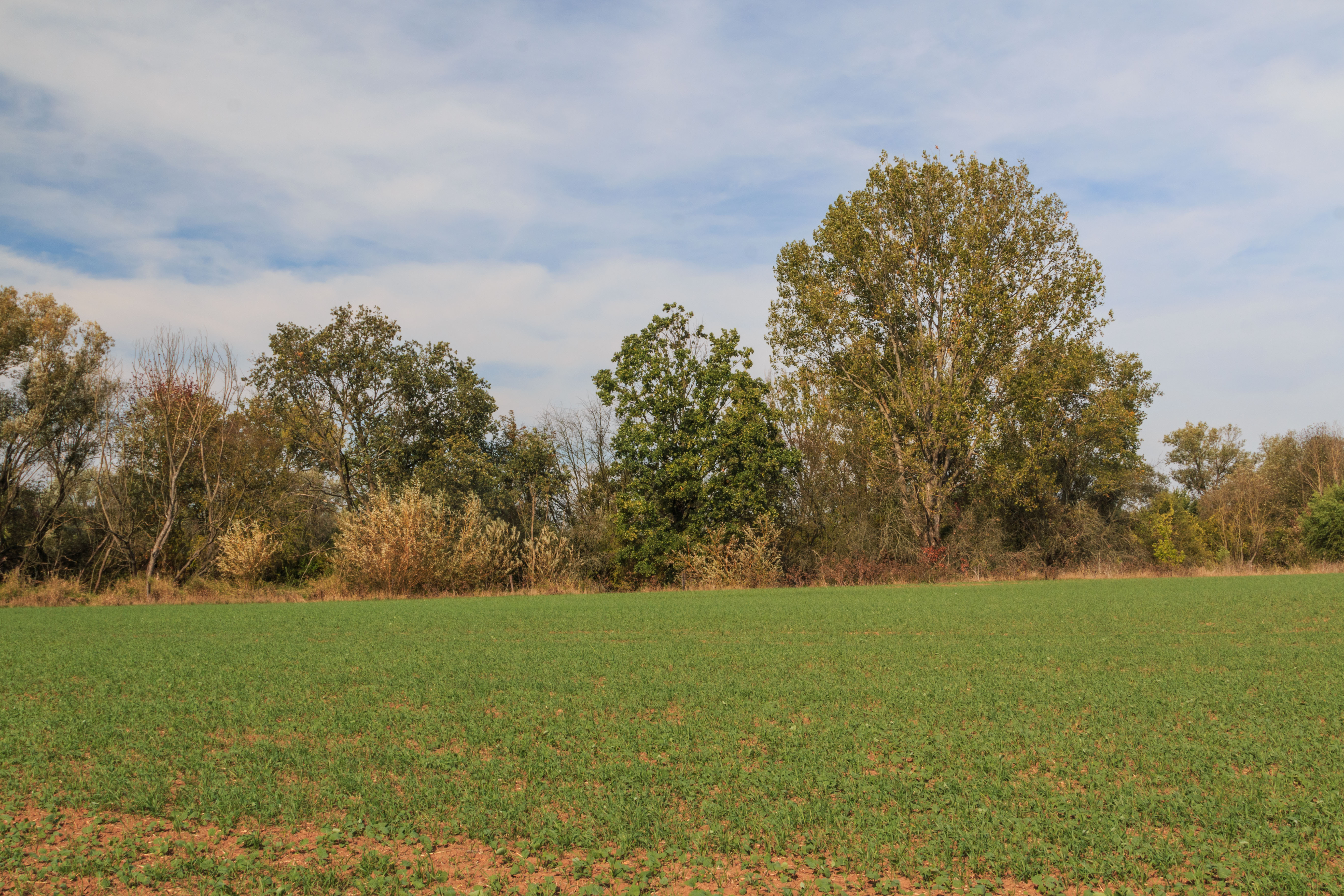
Původní tok Opatovického kanálu u Semína